# Rede de comutação
A rede de comutação é composta de elementos de rede chamados de centrais de comutação, que permitem o encaminhamento da chamada telefônica do terminal do assinante origem até o destino.
Pode-se conceituar central telefônica como o conjunto de equipamentos de comutação destinado ao encaminhamento ou estabelecimento das chamadas telefônicas.
Comutação é o conjunto de operações para interligar circuitos que permitem a conexão entre dois ou mais assinantes. Existem vários tipos de centrais de comutação, conforme as funções exercidas, apresenta as fases características de cada tipo.

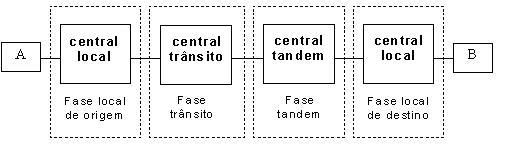
Sistemas de Telecomunicações - Fases características da rede de comutação.

## Central local
Central local (ou pública) é a central telefônica na qual se ligam linhas de assinante. A central local tem um terminal para cada assinante em um raio típico de até 6 km e possui juntores para ligação com outras centrais. Possui prefixo indicativo que também compõe o número do assinante.

## Centraltandem
Vários conceitos podem ser associadas às centrais Tandem. Uma central Tandem interliga centrais através de juntores e não possui terminais de assinantes, isto é, não liga linha de assinantes. Os dispositivos comuns são destinados exclusivamente ao encaminhamento de chamadas.
Uma central Tandem pode ser sinônimo de central trânsito quanto ao aspecto de interligar centrais de comutação entre si. Entretanto, estes dois termos podem ser aplicados de maneira diferenciada no que se refere ao encaminhamento das chamadas.
Também é utilizado o termo central Tandem Local se referindo a uma central trânsito que tem por função de interligar centrais locais. Uma central Tandem IU (interurbana) é a central destinada essencialmente a distribuir as chamadas IU terminadas em uma área local.

## Central trânsito
A central trânsito ou IU (interurbana) comuta chamadas originadas em centrais locais ou provenientes de centrais Tandem. A trânsito permite a conexão de centrais por meio físico ou através do espaço livre e também não possui terminais de assinante. Sua principal função é interligar outras centrais de comutação entre si. A central trânsito interurbana é a central trânsito usada no encaminhamento de chamadas IU (interurbana).

## Central privada ou PABX
A central privada de comutação ou PABX (Private Automatic Branch Exchange) comuta chamadas entre telefones de um usuário, em geral uma empresa, e é ligada a uma central local por um número chave. O uso de PABX é particular e normalmente é interligada através de linhas tronco a uma central de comutação telefônica pública, que permite a seus terminais, denominados ramais, o acesso à Rede de Telecomunicações interna ou externa, através de comutação.

## Interconexão de centrais telefônicas
As centrais telefônicas se interligam conforme o tipo de chamada, local, interurbana ou internacional, através da ação de juntores de entrada e de saída que comutam os circuitos tronco.
Os circuitos tronco, ou simplesmente tronco, são o meio que permite a ligação entre duas centrais de comutação e suporta a conversação telefônica. O circuito tronco é um circuito permanente entre os equipamentos de comutação de duas centrais automáticas. É constituído por um conjunto de juntor de saída e de juntores de entrada interligados, isto é, compreende o juntor de saída da central origem, o correspondente juntor de entrada da central destino e o meio que os interliga.

### Circuitos Troncos
Os troncos podem ser são classificados como:
- Unidirecionais: quando fazem a função de circuitos de saída ou de entrada.
- Bidirecionais: quando fazem as funções de circuitos de entrada e saída simultaneamente.

O conjunto de vários troncos que interligam uma central é chamado de rota. Por sua vez, as rotas podem ser divididas em:
- Rota Local: é aquela que liga centrais locais.
- Rota IU (interurbana): é aquela que liga centrais IU (interurbana).

É chamado de rota alternativa aquele tipo de rota que aceita chamadas telefônicas excedentes de outras rotas locais ou interurbanas.
Uma área local engloba o conjunto de uma ou mais centrais locais e sua respectiva rede de cabos. Quando uma área local possui duas ou mais centrais locais é chamada de rede multicentral. A medida que a área local é expandida, ocorre a necessidade de implantação de centrais Tandem locais, tornando assim o sistema telefônico mais complexo.

## Funções básicas das centrais de comutação
Uma central de comutação qualquer possui duas funções básicas, comutação e controle. Essas funções são tão intimamente ligadas ao conceito de central, que aquelas destinadas ao serviço móvel celular são chamadas de CCC ou Central de Comutação e Controle. Nesse contexto o termo central de comutação é equivalente à central telefônica digital.
- Função de Comutação: realizada através de dispositivos que estabelecem a conexão entre assinantes durante a conversação.
- Função de Controle: realizada através de dispositivos inteligentes que comandam as ações de identificação, supervisão e tarifação de uma chamada telefônica.

A comutação é executada por uma central quando os equipamentos fecham o contacto entre os circuitos ligados e dois assinantes. Atualmente, existem equipamentos de diferentes tecnologias para a execução desta tarefa.
As funções de controle de uma central são desempenhadas por circuitos capazes de:
- Identificar o número do assinante que retirou o fone do gancho;
- Enviar tom de discar e receber o número discado pelo assinante;
- Analisar o número chamado e identificar se a chamada é local, interurbana ou para serviços especiais;
- Selecionar o melhor caminho disponível para a ligação;
- Encaminhar a chamada através de diferentes circuitos;
- Trocar informações com a central no destino relacionada com a chamada;
- Desativar circuitos quando não mais necessários;
- Ativar circuitos de supervisão e de tarifação da chamada até o final.

Toda essa comunicação entre as centrais telefônicas é feita através de troca de sinais. Esse intercâmbio de informações entre os diversos dispositivos envolvidos deve ser rápido para evitar a sobrecarga de chamadas. Usualmente a troca de sinais é possível através da operação da rede de sinalização por canal comum número 7.